# Metacatharsius darfurensis
Metacatharsius darfurensis är en skalbaggsart som beskrevs av Vladimir Balthasar 1965. Metacatharsius darfurensis ingår i släktet Metacatharsius och familjen bladhorningar. Inga underarter finns listade i Catalogue of Life.